# Locomotiva DB 101
La locomotiva 101 della Deutsche Bahn è una locomotiva elettrica di tipo universale.
Progettata per sostituire le locomotive del gruppo 103 alla trazione dei treni Intercity, viene frequentemente utilizzata al traino di convogli di categoria inferiore in seguito alla diffusione dei servizi ICE.
Le locomotive 101 sono state costruite da Adtranz in 145 esemplari.